# Epitaph für Dorothea Susanne von der Pfalz

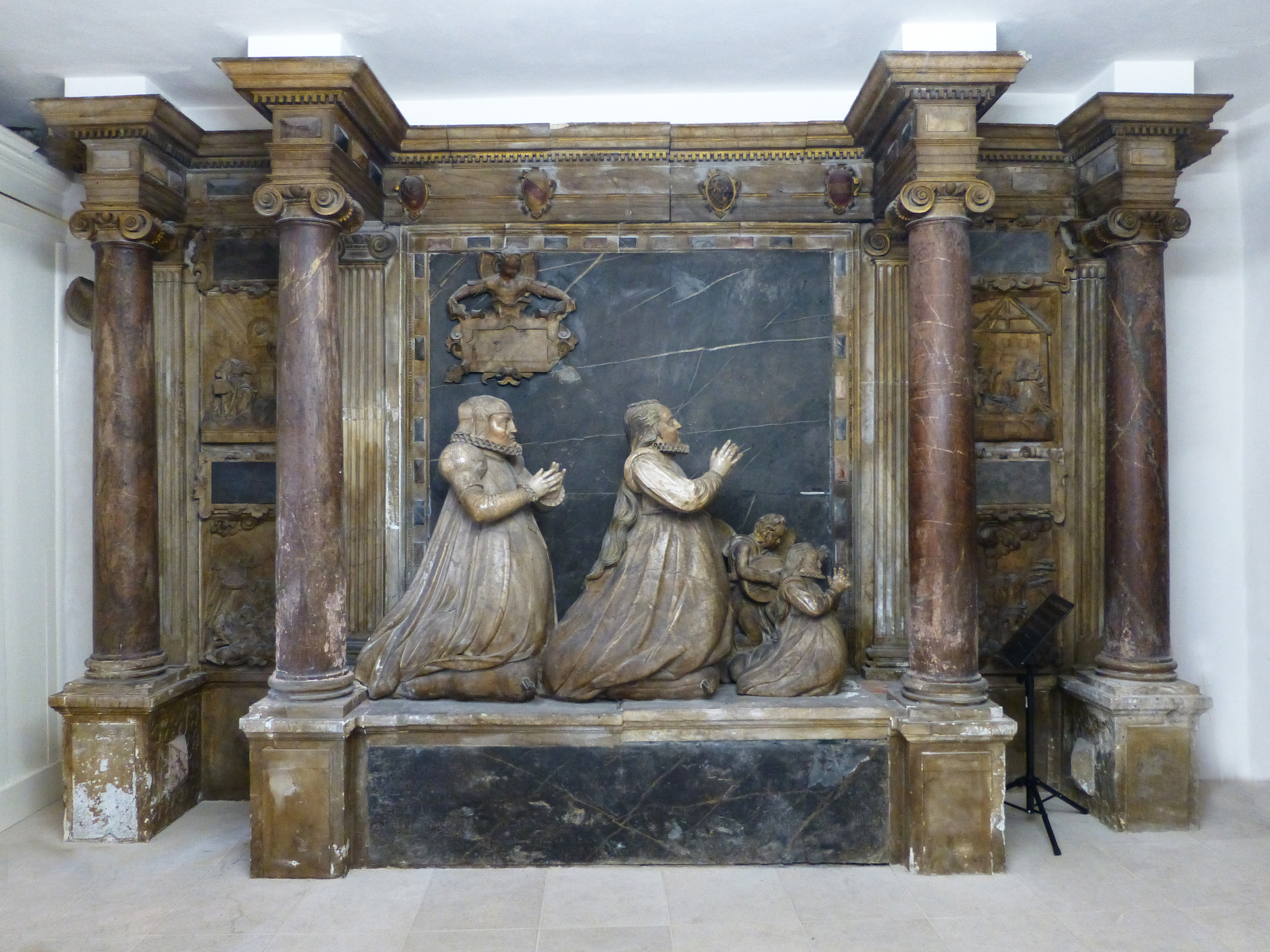
Epitaph für Dorothea Susanne von der Pfalz

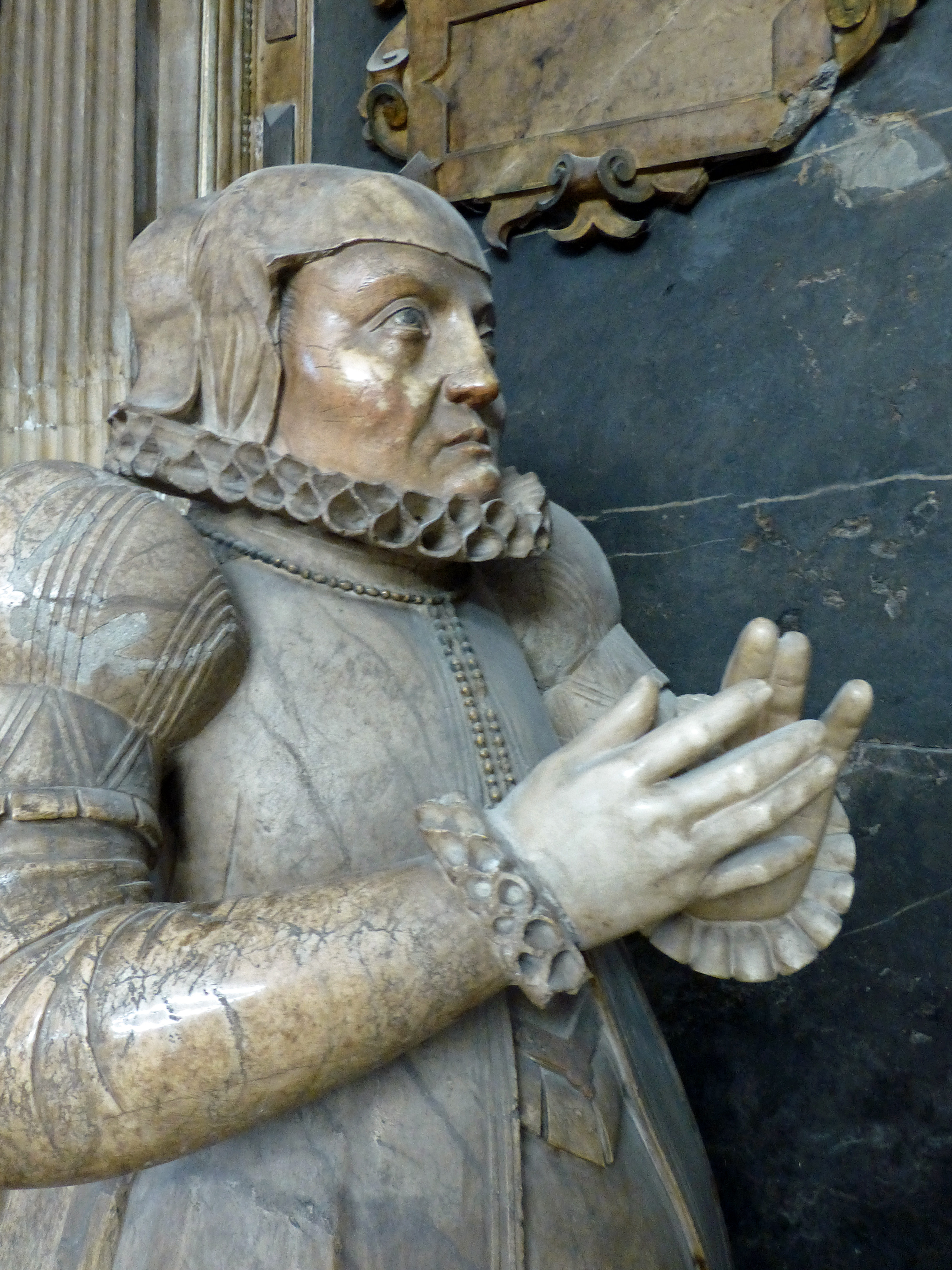
Dorothea Susanne von der Pfalz

Das Epitaph für Dorothea Susanne von der Pfalz befindet sich in der Stadtkirche St. Peter und Paul in Weimar.

## Beschreibung
Dorothea Susanne von der Pfalz (1544–1592) war die Gemahlin des Herzogs Johann Wilhelm I. von Sachsen-Weimar und die Mutter des Herzogs Johann. Sie wurde in der Stadtkirche in Weimar bestattet. Das Epitaph aus Alabaster und Schiefer eines unbekannten Meisters ist nur noch teilweise erhalten. Der obere Teil wurde beim Emporeneinbau im 18. Jahrhundert entfernt. Zwischen den vier ionischen Säulen werden links außen die Herzogin und rechts daneben ihre zwei Töchter kniend im Gebet dargestellt. Die Herzogin hat das Haar in einer Haube gebunden, ihre zwei Töchter sind mit gelöstem Haar dargestellt. Die kleinere Tochter wird von einem Laute spielenden Engel begleitet. Die junge Frau ist Maria (1571–1610), spätere Äbtissin in Quedlinburg, und das Mädchen ist die jung verstorbene Sibylla Maria (1563–1569). Am oberen Rand zwischen den Säulen sind vier Wappen der Ahnen von Dorothea Susanne von der Pfalz angebracht.
Zwischen den Säulen befinden sich vier Tafeln, die links die Verkündigung und die Eherne Schlange und rechts die Geburt Jesu und die Taufe Christi darstellen.

## Inschrift
Unterhalb der knienden Personen befindet sich auf einer Steinplatte folgende Inschrift:
„Ich weiß, daß mein Erlöser lebt.

Die durchlauchtigste Fürstin Dorothea Susanna
Friedrichs III., des Hl. Röm. Reichs
Kurfürsten von der Pfalz, Tochter
Und Wilhelms, Herzogs von Sachsen, Gattin,
Treue Patronin der Kirche und der Schulen,
Des Vaterlands nicht so sehr Herrin wie Mutter,

Hafen und Zuflucht der Bedürftigen,
Durch lang währende Krankeit geschlagen,
Mit stets auf Gott gerichteter Seele
Fromm und glückselig verschieden
Am 29. März im Jahr des Erlösers 1592,
im Alter von 47 Jahren, 4 Monaten, 10 Tagen.

Weil du lebst, so lebe ich mit dir, ich weiß es, Christe Erlöser.
Weil ich lebe durch dich, ist mein Tod mein Leben.“